# Franciszek Cukier
Franciszek Cukier (* 4. Oktober 1905 in Zakopane; † 2. August 1954 ebenda) war ein polnischer Skispringer. Er wurde 1930 polnischer Meister.

## Werdegang
Cukier startete für den Sportklub Sokół Zakopane.
Beim Eröffnungswettkampf der Wielka-Krokiew-Schanze vom 22. März 1925 belegte Cukier nach einem Sprung auf 19 Metern den fünften Rang unter den Junioren. Nachdem Cukier bei den polnischen Meisterschaften 1928 nur den vierten Platz erreicht hatte, wurde er ein Jahr später in Zakopane Vizemeister hinter Bronisław Czech. Wiederum ein Jahr später gelang ihm sein größter sportlicher Erfolg, als er nach Sprüngen auf 54,0 m und 53,5 m den Meistertitel vor Aleksander Rozmus holte.
Bei den Nordischen Skiweltmeisterschaften 1929 im heimischen Zakopane reihte sich Cukier nach Sprüngen auf 53,0 und 51,5 Metern auf dem 17. Platz ein. Danach erzielte er nur noch bei Stadtmeisterschaften Erfolge.